# Heinrich Tessenow
Heinrich Tessenow (7. april 1876 – 1. november 1950) var en tysk arkitekt, professor og byplanlægger, som var aktiv under Weimarrepublikken.

## Biografi
Tessenow blev født i Rostock i Tyskland. Hans far snedker og han kom i lære inden han kom til at studere arkitektur på en bygnings fagskole i Leipzig og på Technische Universität München, hvor han senere underviste.
Tessenow og arkitektkollegerne Hermann Muthesius og Richard Riemerschmid får æren for Gartenstadt Hellerau, nær Dresden, et offentligt boligbyggeri fra 1908 som var det første synlige resultat af påvirkningen fra den engelske haveby bevægelse i Tyskland. Dette særlige træk af menneskelig, funktionalistisk byplanlægning førte med tiden til de store tyske boligområder, som Ernst May og Bruno Taut gennemførte i 1920'erne. Mays byplaner for Magnitogorsk og andre russiske byer, og derpå vidtgående indflydelse via Tessenows elev Otto Koeningsberger, en byplanlægger, som arbejdede i Asien, Latinamerika, Afrika og især Indien, f.eks. med byplanen fra 1948 for den indiske by Bhubaneswar.
Tessenow er i dag bedst kendt gennem sin elev og assistent, naziarkitekten Albert Speer. Tessenow underviste Speer på Technische Universität Berlin i Berlin-Charlottenburg i 1925, efter at Speer var blevet smidt ud af Hans Poelzigs klasse for at være en dårlig teknisk tegner. Speer blev senere Tessenows assistent indtil 1932. I sine erindringer beskriver Speer Tessenows personlige, springende og uformelle undervisningsform og hans præference for arkitektur, som udtrykte en national kultur og enkle former. Han var kendt for at sige: "Den simpleste form er ikke altid den bedste, men det bedste er altid simpelt". Selv om Tessenow afviste nationalsocialismen og en angiver beskyldte ham for at være jødisk, blev han i modsætning til en snes af hans kolleger i Tyskland, beskyttet af sin tidligere elev. Speer greb ind overfor undervisningsministeren til fordel for Tessenow, så han kunne beholde sin akademiske stilling, indtil han selv besluttede at trække sig tilbage fra universitetet.
Efter krigen vendte han dog tilbage til sin stilling som professor.

## Værker
Tessenow skrev en række bøger, som dog ikke er oversat til dansk.
- Zimmermannsarbeiten. Entwürfe für Holzbauten, 1907 (Digitaliseret)
- Der Wohnhausbau, 1909
- Handwerk und Kleinstadt, 1919
- Hausbau und dergleichen, 1920
- Geschriebenes. Gedanken eines Baumeisters. Wiesbaden, 1982 ISBN 3-528-08761-7
- Ich verfolgte bestimmte Gedanken … Dorf, Stadt, Großstadt – was nun? Schwerin, 1996. ISBN 3-931185-17-6

## Heinrich Tessenow medaljen
Siden 1962 har Alfred Toepfer Stiftelsen i Hamburg uddelt årlig medalje for fremragende arkitektur opkaldt efter Tessenow. Udover medaljen uddeles også hvert år et stipendiat til en ung arkitekt. En række af de nyere modtagere af Heinrich Tessenow medaljen omfatter:
- 2007 Ingen uddeling
- 2006 Sergison/Bates
- 2005 Miroslav Šik
- 2004 Gilles Perraudin
- 2003 Mikko Heikkinen og Markku Komonen
- 2002 Peter Märkli
- 2001 Eduardo Souto de Moura
- 2000 Heinz Tesar
- 1999 David Chipperfield
- 1998 Juan Navarro Baldeweg
- 1997 Sverre Fehn
- 1996 Peter Kulka
- 1995 Ingen uddeling
- 1994 Kurt Ackermann
- 1993 Massimo Carmassi
- 1992 Giorgio Grassi
- 1991 Theodor Hugues
- 1990 Heinrich Kulka og Wilhelm Landzettel
- 1989 Peter Zumthor

## Fremstilling i medierne
Heinrich Tessenow blev spillet af Trevor Howard i den amerikanske TV-film fra 1982 Inside the Third Reich.